# Рубіжанська міська рада
Рубіжа́нська міська́ ра́да — адміністративно-територіальна одиниця та орган місцевого самоврядування у складі Луганської області. Адміністративний центр — місто обласного значення Рубіжне.

## Загальні відомості
- Територія ради: 33,76 км²
- Населення ради: 59 874 особи (станом на 1 квітня 2014 року)[1]
- Територією ради протікає Сіверський Донець.

## Населені пункти
Міській раді підпорядковані населені пункти:
- м. Рубіжне

## Склад ради
Рада складається з 34 депутатів та голови.
- Голова ради: Хортів Сергій Іванович
- Секретар ради: Соловйов Віктор Ігорович

### Керівний склад попередніх скликань
| Прізвище, ім'я, по батькові    | Основні відомості                                               | Дата обрання | Дата звільнення |
| ------------------------------ | --------------------------------------------------------------- | ------------ | --------------- |
| Бусєнков Анатолій Анатолійович | Міський голова, 1962 року народження                            | 26.03.2006   | 31.10.2010      |
| Козюберда Костянтин Григорович | Міський голова, 1957 року народження, освіта вища, безпартійний | 31.10.2010   | 25.10.2015      |
| Хортів Сергій Іванович         | Міський голова, 1966 року народження, освіта вища               | 25.10.2015   |                 |

Примітка: таблиця складена за даними сайту Верховної Ради України

### Депутати
За результатами місцевих виборів 2015 року депутатами ради стали:

#### За суб'єктами висування
| Суб'єкт висування       | Кількість обраних депутатів | %     |
| ----------------------- | --------------------------- | ----- |
| Опозиційний блок        | 25                          | 73.53 |
| Партія «Справедливість» | 3                           | 8.82  |
| БПП «Солідарність»      | 3                           | 8.82  |
| ВО «Батьківщина»        | 3                           | 8.82  |